# UFC 276
UFC 276: Adesanya vs. Cannonier（ユーエフシー・ツーセブンティシックス：アデサンヤ・バーサス・キャノニア）は、アメリカ合衆国の総合格闘技団体「UFC」の大会の一つ。2022年7月2日、ネバダ州ラスベガスのT-モバイル・アリーナで開催された。

## 大会概要
本大会は王者イスラエル・アデサンヤと挑戦者ジャレッド・キャノニアによるUFC世界ミドル級タイトルマッチ、王者アレクサンダー・ヴォルカノフスキーと挑戦者マックス・ホロウェイによるUFC世界フェザー級タイトルマッチが組まれた。

## 試合結果

### アーリープレリム
第1試合 女子バンタム級 5分3R
○  ユリア・ストリアレンコ vs.  ジェシカ＝ローズ・クラーク ×
1R 0:42 腕ひしぎ十字固め
第2試合 女子フライ級 5分3R
○  メイシー・バーバー vs.  ジェシカ・アイ ×
3R終了 判定3-0（29-28、29-28、30-27）
第3試合 ミドル級 5分3R
○  アンドレ・ムニス vs.  ユライア・ホール ×
3R終了 判定3-0（30-27、30-27、30-27）

### プレリミナリーカード
第4試合 ミドル級 5分3R
○  ドリカス・デュ・プレシ vs.  ブラッド・タヴァレス ×
3R終了 判定3-0（29-28、29-28、29-28）
第5試合 ウェルター級 5分3R
○  イアン・ギャリー vs.  ゲイブリエル・グリーン ×
3R終了 判定3-0（30-27、30-27、30-27）
第6試合 ウェルター級 5分3R
○  ジム・ミラー vs.  ドナルド・セラーニ ×
2R 1:32 ギロチンチョーク
第7試合 ライト級 5分3R
○  ジェイリン・ターナー vs.  ブラッド・リデル ×
1R 0:45 ギロチンチョーク

### メインカード
第8試合 バンタム級 5分3R
－  ペドロ・ムニョス vs.  ショーン・オマリー －
2R 3:09 ノーコンテスト（偶発的なサミング）
第9試合 ウェルター級 5分3R
○  ブライアン・バーバリーナ vs.  ロビー・ローラー ×
2R 4:47 TKO（スタンドパンチ連打）
第10試合 ミドル級 5分3R
○  アレックス・ペレイラ vs.  ショーン・ストリックランド ×
1R 2:36 KO（左フック→右ストレート）
第11試合 UFC世界フェザー級タイトルマッチ 5分5R
○  アレクサンダー・ヴォルカノフスキー vs.  マックス・ホロウェイ ×
5R終了 判定3-0（50-45、50-45、50-45）
※ヴォルカノフスキーが4度目の王座防衛に成功。
第12試合 UFC世界ミドル級タイトルマッチ 5分5R
○  イスラエル・アデサンヤ vs.  ジャレッド・キャノニア ×
5R終了 判定3-0（49-46、49-46、50-45）
※アデサンヤが5度目の王座防衛に成功。

### 各賞
ファイト・オブ・ザ・ナイト：ブライアン・バーバリーナ vs. ロビー・ローラー
パフォーマンス・オブ・ザ・ナイト：アレックス・ペレイラ、ジェイリン・ターナー、ユリア・ストリアレンコ
各選手にはボーナスとして5万ドルが授与された。

### カード変更
負傷などによるカードの変更は以下の通り。